# Cypholophus stipulatus
Cypholophus stipulatus là loài thực vật có hoa trong họ Tầm ma. Loài này được Hochr. mô tả khoa học đầu tiên năm 1925.